# Акихабара (станция)

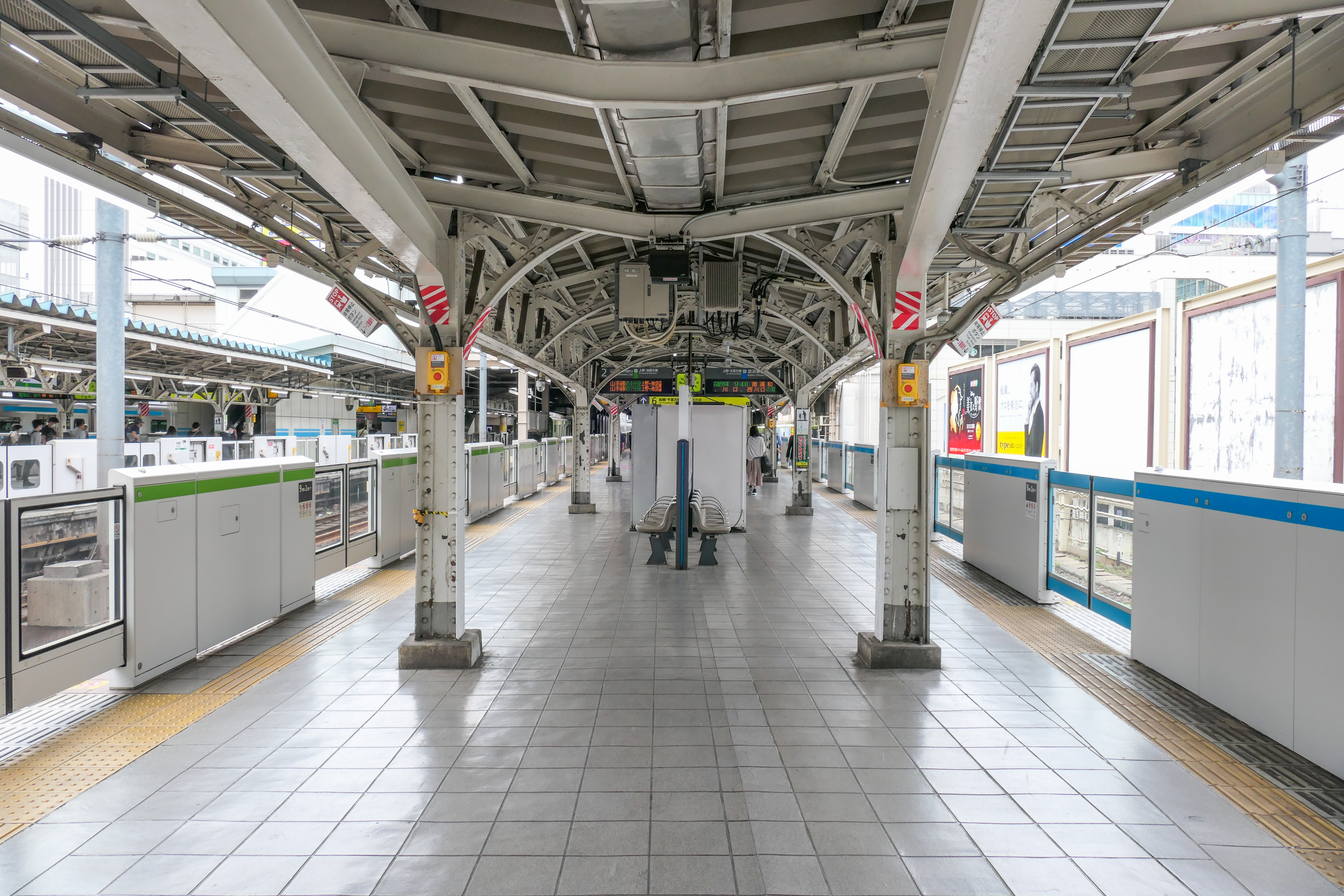
Станционные платформы №1 и №2 линий Кэйхин-Тохоку и Яманотэ.

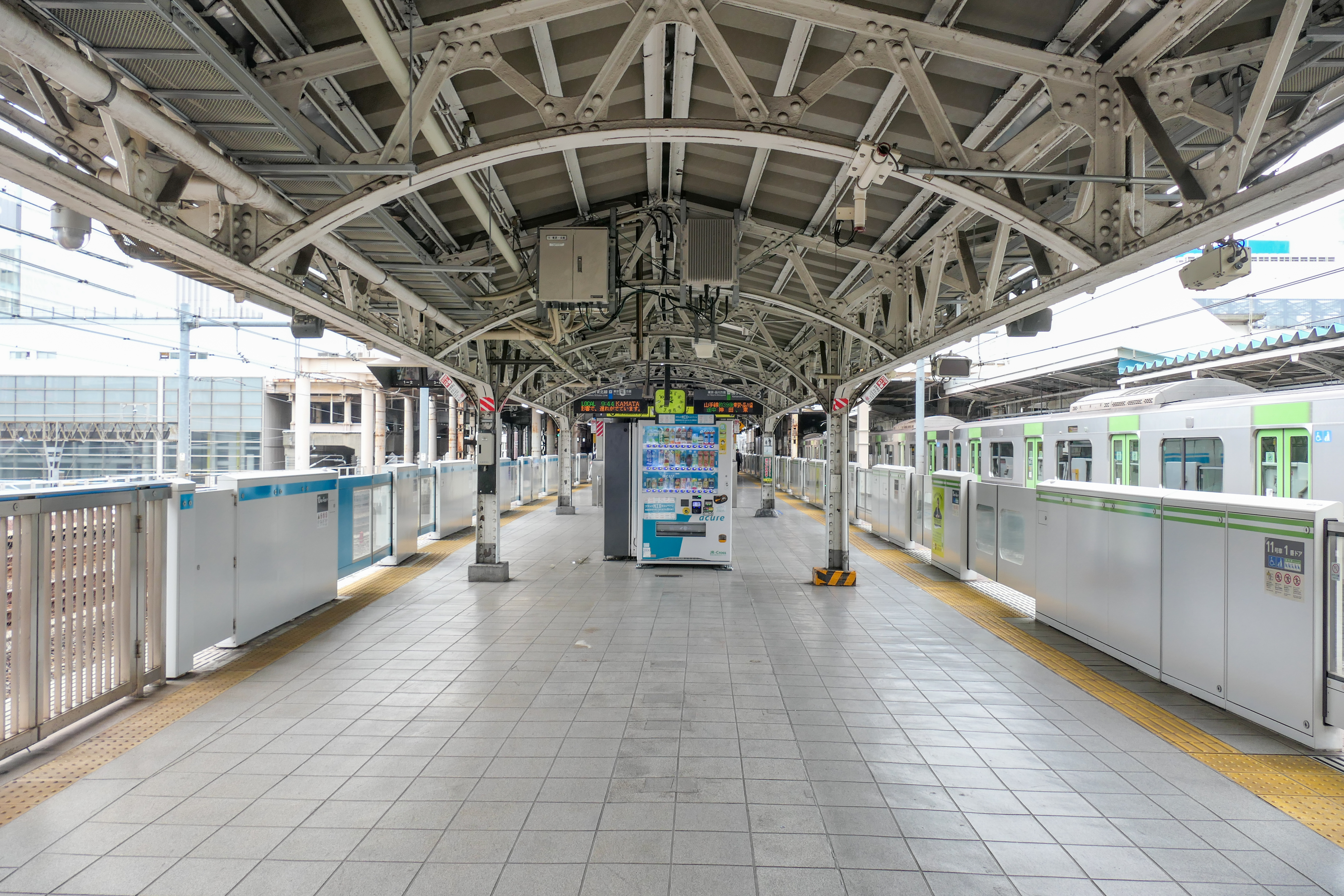
Станционные платформы №3 и №4 линий Яманотэ и Кэйхин-Тохоку.

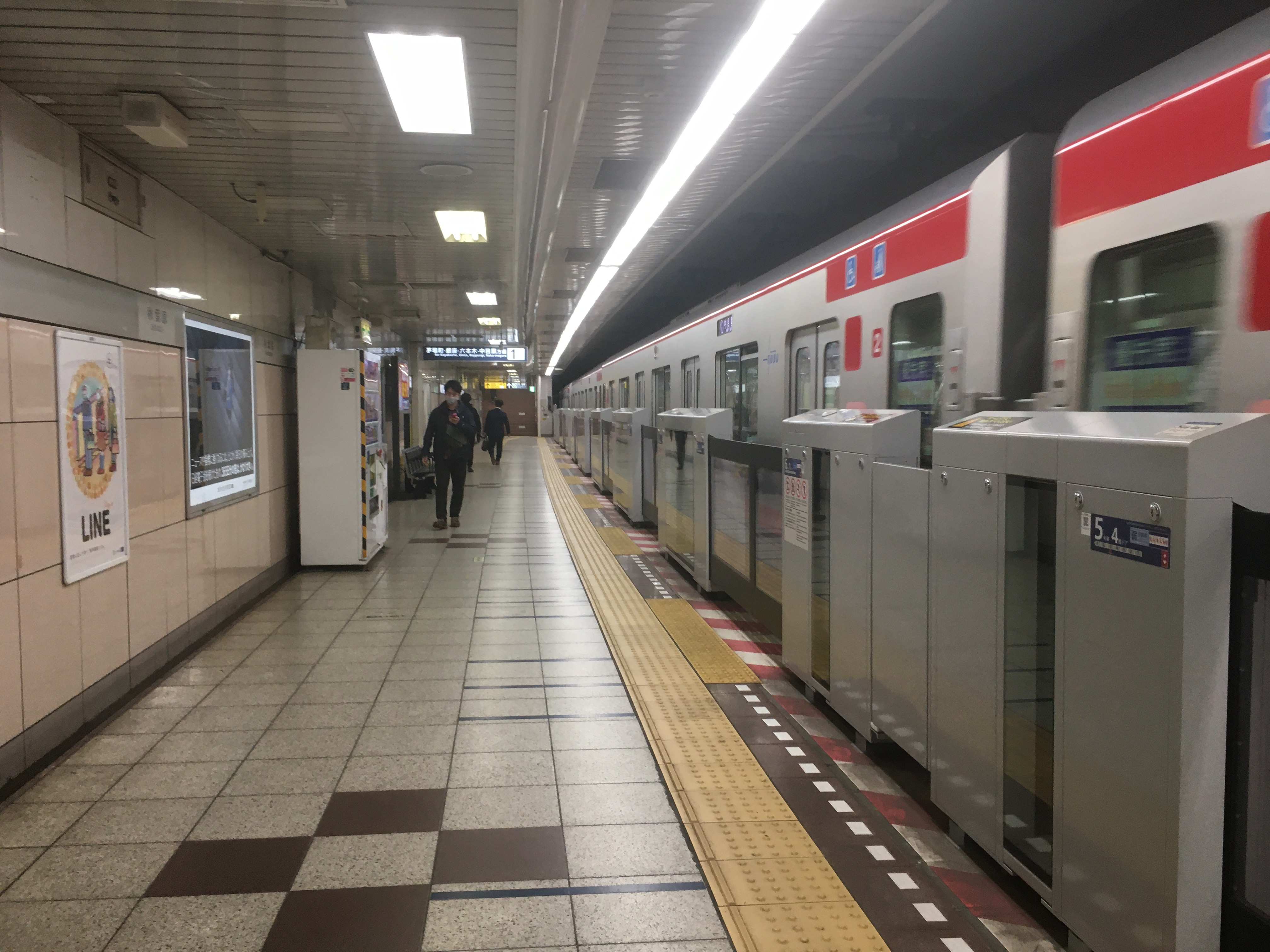
Платформа №1 линии Хибия

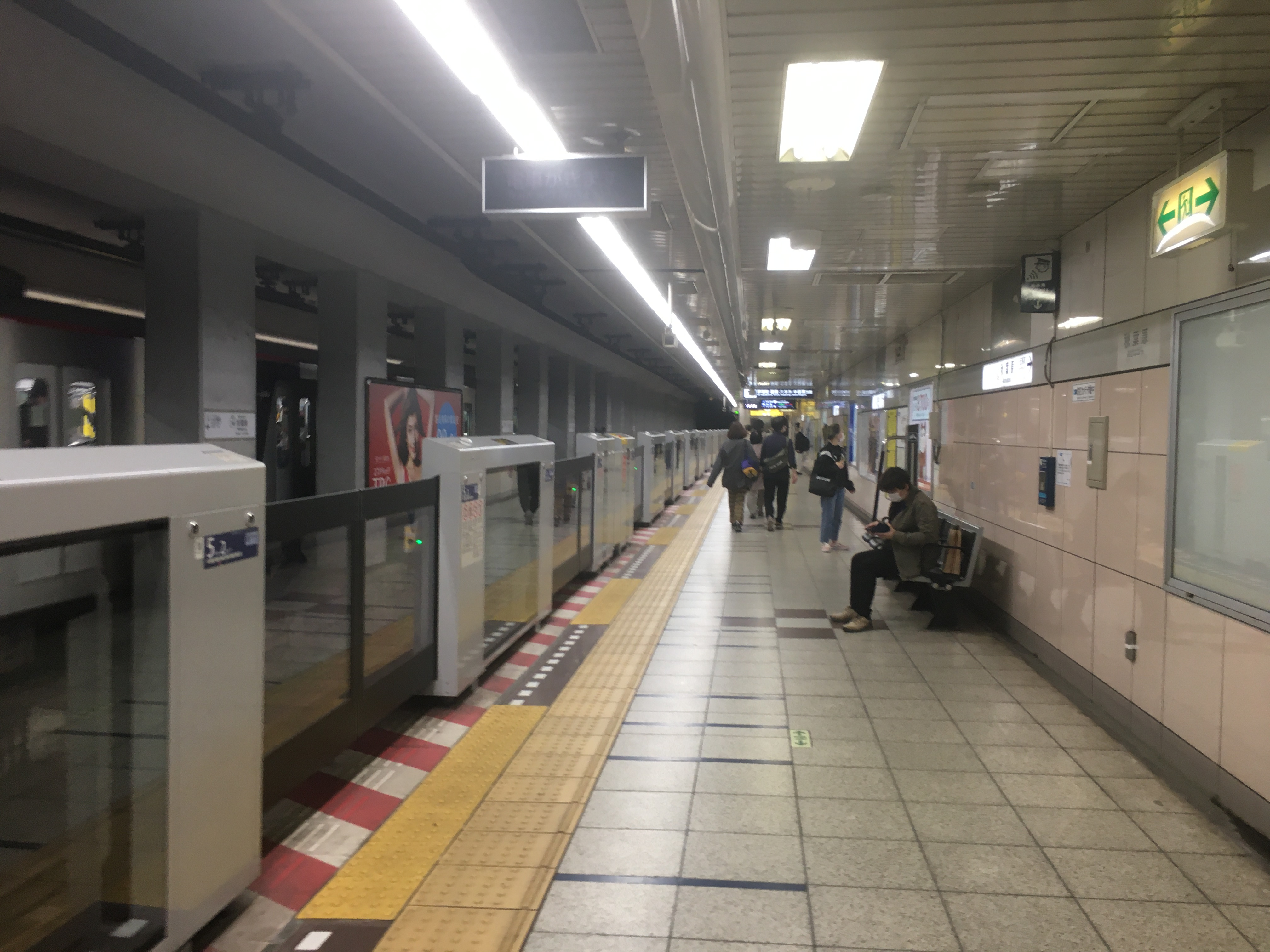
Платформа №2 линии Хибия

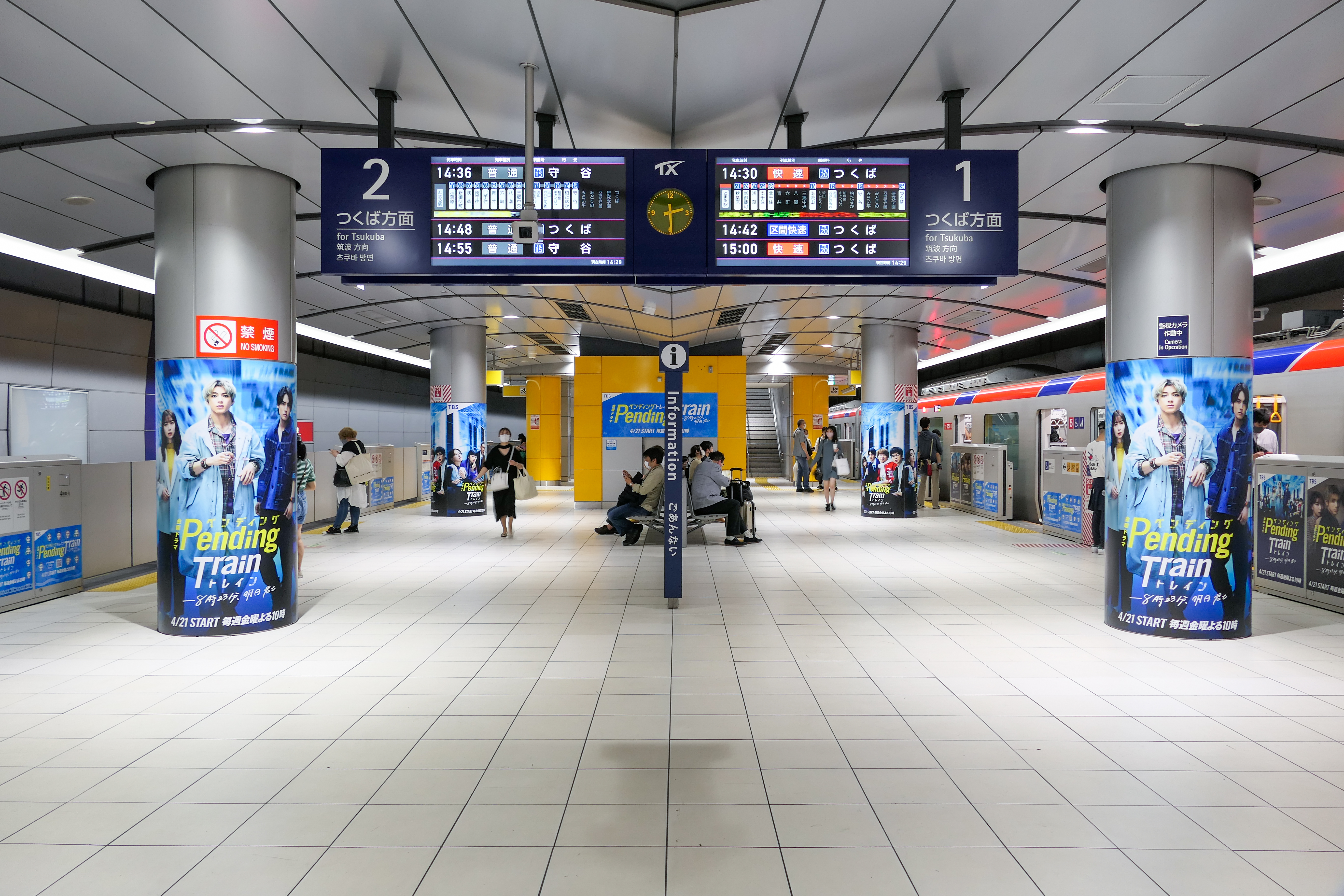
Платформа линии Tsukuba Express

Станция Акихабара (яп. 秋葉原駅 акихабара эки) — железнодорожная станция, расположенная в специальном районе Тиёда, Токио в центре торгового квартала Акихабара. Станция обозначена номером H-16 на линии Хибия и номером 01 на линии Tsukuba Express. На станции установлены автоматические платформенные ворота.

## Линии
East Japan Railway Company:
- Линия Яманотэ
- Линия Кэйхин-Тохоку
- Линия Тюо-Собу

Tokyo Metro:
- Линия Хибия

Metropolitan Intercity Railway Company:
- Tsukuba Express

## История
Станция была открыта в 1890 году как грузовой терминал, соединённый со станцией Уэно.
Пассажирское сообщение было запущено в 1925 году с завершением строительства участка линии Яманотэ от станции Уэно до станции Симбаси. Платформы линии Собу были достроены в 1932 году с завершением строительства участка линии от станции Рёгоку до станции Отяномидзу, что сделало станцию важным транспортным узлом.
Станция линии Хибия была открыта 31 мая 1962 года.
24 августа 2005 года была открыта станции линии Tsukuba Express. В связи с этим станция JR East также была перестроена и расширена.

## Планировка станции

### JR East
- 2 платформы островного типа, 2 платформы бокового типа и 6 путей.

| 1 | ■ Линия Кэйхин-Тохоку | Уэно, Табата, Омия                   |
| 2 | ■ Линия Яманотэ       | Уэно, Табата, Икэбукуро              |
| 3 | ■ Линия Яманотэ       | Токио, Синагава, Сибуя               |
| 4 | ■ Линия Кэйхин-Тохоку | Токио, Синагава, Иокогама            |
| 5 | ■ Линия Тюо-Собу      | Отяномидзу, Синдзюку, Накано, Митака |
| 6 | ■ Линия Тюо-Собу      | Кинситё, Фунабаси, Тиба              |

### Tokyo Metro
Две платформы бокового типа и два пути.
| 1 | ○ Линия Хибия | Гиндза ・ Эбису ・ Нака-Мэгуро                        |
| 2 | ○ Линия Хибия | Уэно ・ Кита-Сэндзю ・(Линия Исэсаки) Тобу-Добуцукоэн |

### Tsukuba Express
- Одна платформа островного типа и два пути.

| 1, 2 | ■ Tsukuba Express | Минами-Нагарэяма, Мория, Цукуба |

## Близлежащие станции
| «                                      | «                | Вид обслуживания | »                     | »                     |
| JR East                                | JR East          | JR East          | JR East               | JR East               |
| Линия Яманотэ                          | Линия Яманотэ    | Линия Яманотэ    | Линия Яманотэ         | Линия Яманотэ         |
| -------------------------------------- | ---------------- | ---------------- | --------------------- | --------------------- |
| Канда                                  | Канда            | -                | Окатимати             | Окатимати             |
| Линия Кэйхин-Тохоку                    |                  |                  |                       |                       |
| Канда                                  | Канда            | Local            | Окатимати             | Окатимати             |
| Токио                                  | Токио            | Rapid            | Уэно                  | Уэно                  |
| Линия Тюо-Собу                         |                  |                  |                       |                       |
| Асакусабаси                            | Асакусабаси      | -                | Отяномидзу            | Отяномидзу            |
| Tokyo Metro                            |                  |                  |                       |                       |
| Линия Хибия (H-16)                     |                  |                  |                       |                       |
| Кодэмматё (H-15)                       | Кодэмматё (H-15) | -                | Нака-Окатимати (H-17) | Нака-Окатимати (H-17) |
| Metropolitan Intercity Railway Company |                  |                  |                       |                       |
| Tsukuba Express (01)                   |                  |                  |                       |                       |
| Конечная станция                       |                  | Local            |                       | Син-Окатимати (02)    |
| Конечная станция                       |                  | Semi Rapid       |                       | Син-Окатимати (02)    |
| Конечная станция                       |                  | Rapid            |                       | Син-Окатимати (02)    |